# Municipio de Maquon
El municipio de Maquon (en inglés: Maquon Township) es un municipio ubicado en el condado de Knox en el estado estadounidense de Illinois. En el año 2010 tenía una población de 556 habitantes y una densidad poblacional de 5,95 personas por km².

## Geografía
Según la Oficina del Censo de los Estados Unidos, el municipio tiene una superficie total de 93.48 km², de la cual 92,92 km² corresponden a tierra firme y (0,6 %) 0,56 km² es agua.

## Demografía
Según el censo de 2010, había 556 personas residiendo en el municipio de Maquon. La densidad de población era de 5,95 hab./km². De los 556 habitantes, el municipio de Maquon estaba compuesto por el 99,1 % blancos, el 0,36 % eran amerindios y el 0,54 % eran de una mezcla de razas. Del total de la población el 0,54 % eran hispanos o latinos de cualquier raza.